# Нагогин, Анатолий Владимирович
Анатолий Владимирович Нагогин (27 февраля 1943, Смирновка, Акмолинская область, Казахская ССР, СССР — 19 апреля 2024, Пермь) — советский и российский театральный актёр. Заслуженный артист Российской Федерации (1994).

## Биография
Родился 27 февраля 1943 года в селе Смирновка Акмолинской области Атбасарского района.
В родном селе не было театров и мальчик пошёл в драмкружок родной школы № 5 станицы Константиновской. После окончания учёбы Нагогин сразу ушёл трудиться на Сталинградский завод железобетонных конструкций, а спустя год уехал служить в Германскую Демократическую Республику, в группу советских войск в Германии. По окончании службы вернулся на завод в родные края, но не рабочим арматурного цеха, а электросварщиком.
В свободное от работы время нашёл театр рабочей молодёжи, где играл. Благодаря бывшему руководителю драмкружка с которым встретился, Нагогин отправился в Саратов, где поступил в театральное училище им. Слонова к артисту и преподавателю Дмитрию Александровичу Лядову. После получения диплома с отличием, Нагогин был приглашён в Пермь, и с 1971 года стал служить в Пермском академическом Театре-Театре, в котором служит по сей 2024 год. Сыграл в Театре-Театре свыше 80-ти театральных ролей.
В 1994 году ему было присвоено звание Заслуженного артиста Российской Федерации.
Скончался 19 апреля 2024 года в Перми в возрасте 81 года.

## Оценочные мнения
вдумчивый, очень интеллигентный, инициативный актер, способный к креативным творческим интерпретациям при воплощении замысла режиссера. Анатолий Владимирович всегда стремится к неоднозначности сценических решений, старается психологически постичь характер каждого персонажа и внутренне осмыслить свою роль. Обладая немалым талантом и высокими профессиональными качествами, артист всегда добивается и точного жеста, и достоверной интонации, при этом он обладает чутьем той границы, где в актерской игре появляются «пережим» и неестественность, и никогда не переступает ее.
— Пермский академический Театр-Театр
Народный артист Российской Федерации 
Владимир Феликсович Гинзбург поделился своими воспоминаниями об одной из ролей Анатолия Нагогина, в которой они взаимодействовали не как партнёры по сцене, а как режиссёр и артист: «В качестве одной из последних режиссёрских работ я ставил пьесу Вампилова «Старший сын». Он у меня играл роль Сарафанова, отца вот этих ребят. Герой выдаёт себя за его сына, а Сарафанов его признаёт. И человеческая сущность Анатолия Нагогина очень подходила к этой роли: он очень доверчивый, отзывчивый, очень совестливый. Всегда стремящийся прийти на помощь к человеку, поддержать его»
Заслуженный артист России Михаил Исаакович Гасенегер тоже вспоминает роль Сарафанова как очень подходящую Анатолию Нагогину. Но Михаил Исаакович открыл нам секрет. Оказывается, у Анатолия Владимировича есть ещё одна очень важная роль, которую, в отличие от Сарафанова, удалось увидеть лишь немногим, избранным зрителям. Это роль наставника: «Работая в театре, он долгие годы ещё и руководил театральным коллективом мединститута (сейчас – Пермский государственный медицинский университет имени Е. А. Вагнера). Его воспитанники до сих пор поддерживают с ним связь, относятся к нему очень трепетно. Пишут. На 70-летний юбилей они целой группой пришли в театр его поздравлять».

## Звания и награды
- Заслуженный артист Российской Федерации (18 февраля 1994)[4].
- Почётная грамота Департамента культуры и искусства Пермской области за большой вклад в развитие культуры Прикамья (2002)[2].
- Благодарственное письмо Главы города Перми за значительный вклад в развитие театрального искусства (2003)[2].
- Почётная грамота Пермской области за большой личный вклад в развитие культуры Прикамья (2003)[2].
- Почётная грамота администрации Ленинского района за большой вклад в развитие театральной культуры (2003)[2].
- Почётная грамота Комитета по культуре и искусству города Перми (2003)[2].
- Благодарность администрации города Перми (2017)[2].